# الأزقة الخلفية (مسلسل)
الازقة الخلفية (التركية: Arka Sokaklar) هي سلسلة جرائم تلفزيونية طويلة الأمد على قناة كانال دي، والتي بدأت بثها في يوليو 2006. في مواسمها الثلاثة عشر المتتالية، أصبح المسلسل قصة نجاح بتصنيفاته التلفزيونية على الرغم من انتقاده لأخطاء الاستمرارية / المنطق، بالقرب من قدرات الأبطال الخارقين للشخصيات الرئيسية، خطوط الحوار المفرطة الاستخدام والاستخدام المفرط للتقريب.

## القصة
يحكي المسلسل عن المدينة الساحرة والرائعة والعملاقة إسطنبول، وكيف تحتوي المدينة على كل فئات الناس وكيف يتعايشون مع بعضهم البعض، كما يركز المسلسل عن مجموعة من أفراد الشرطة الشجعان الذي يعملون ليل نهار ليلاحقون الجريمة في كل شارع من شوارع إسطنبول ويحاولون في كل يوم أن يجعلونها مدينة نظيفة وخالية من الجريمة وقابلة للعيش.

## البث الدولي
| بلد           | الاسم المحلي      | قناة البث | تاريخ العرض الأول |
| ------------- | ----------------- | --------- | ----------------- |
| قبرص الشمالية | Arka Sokaklar     | كانل دي   | يوليو 31, 2006    |
| بلغاريا       | Опасни улици      | بي تي في  | مارس 24, 2011     |
| العراق        | كۆڵانه‌كانى پشته‌وه‌ | NRT2      | أغسطس 2, 2015     |

## روابط خارجية
- الأزقة الخلفية على موقع IMDb (الإنجليزية)
- الأزقة الخلفية على موقع كينوبويسك (الروسية)
- الأزقة الخلفية على موقع قاعدة بيانات الفيلم (الإنجليزية)